# Pterostichus haematopus
Pterostichus haematopus är en skalbaggsart som beskrevs av Pierre François Marie Auguste Dejean. Pterostichus haematopus ingår i släktet Pterostichus och familjen jordlöpare. Inga underarter finns listade i Catalogue of Life.